# Réserve spéciale de Kasijy
La réserve spéciale de Kasijy est une réserve naturelle dans la région Besiboka à Madagascar.

## Géographie
Elle est située près de la rivière Mahavavy sud et de la commune d'Antanimbaribe, dans le district de Kandreho. 
L’accès est très pénible. La route à Kandreho n’est possible qu’avec une voiture robuste et tout terrain. Il n'y a aucune route de Kandreho au parque, la marche est le seul moyen d’arriver.
Du côté nord, on peut arriver en 4x4 jusqu'à la limite du parque en traversant la plaine d’Ambato-Boeni, Sitampiky et Antondraka.

## Faune
Dans la rivière Mahavavy sud, on trouve le crocodile rare Crocodilus miloticus et des tortues d’eau douce, comme Erymnochelys madagascariensis.